# Robert Kaliňák
Robert Kaliňák, född 11 maj 1971 i Bratislava, är en slovakisk politiker. Han har varit Slovakiens försvarsminister sedan 2023.